# 長洋平
長 洋平（おさ ようへい、5月28日 - ）は、日本の男性声優。東京都出身。フリー。以前は東京俳優生活協同組合（2011年 - 2015年3月）に所属していた。

## 人物
声種はテノール。趣味・スポーツはバドミントン、お菓子作り。

## 出演

### テレビアニメ
2012年
- エウレカセブンAO（コ・パイ、市職員、機動隊員A、州兵B、バンドメンバーA、男性オペレーター、テツオ、作業員B）
- CØDE:BREAKER（虚空の異能者）
- 探検ドリランド（メンバー）

2013年
- ジョジョの奇妙な冒険（吸血鬼G）
- よんでますよ、アザゼルさん。Z（ブタやろう、与作）

2014年
- 四月は君の嘘（2014年 - 2015年、審査員、観客、リハビリ担当医）
- スペース☆ダンディ（村人たち）
- トライブクルクル（サブ）
- ドラえもん（テレビ朝日版第2期）（男B）
- のうりん（生徒）
- 魔法科高校の劣等生（三高男子生徒）
- 名探偵コナン（2014年 -2015年、警官、主催者）

2015年
- 暁のヨナ（役人）
- 幸腹グラフィティ（おじさん）
- アルスラーン戦記（兵士）
- 食戟のソーマ（オネエ、筋肉男C）

### OVA
- 史上最強の弟子ケンイチ（2013年、部下）※単行本第54巻OVA付き特装版
- 機動戦士ガンダム THE ORIGIN（2015年、執事）

### 吹き替え
- グッドラック・チャーリー
- グッド・ワイフ 第3シーズン（ゲイリー〈グレッグ・ヒルドレス〉）
- レバレッジ 〜詐欺師たちの流儀

### ボイスオーバー
- アメリカお宝鑑定団ポーンスターズ（ヒストリーチャンネル）
- 現代預言者たちの世界終末説（ヒストリーチャンネル）
- アリゲーター$ハンター〜命知らずの男たち〜（ヒストリーチャンネル）
- 逃亡犯の告白（ディスカバリーチャンネル）
- 夢のラグジュアリートラベル（旅チャンネル）
- クリスマスの本当の話（ヒストリーチャンネル）